# حنتمة بنت هاشم
حنتمة بنت هاشم بن المغيرة (وقيل حنتمة بنت هشام)، هي والدة الخليفة الراشد عمر بن الخطاب.

## نسبها
هي حنتمة بنت هاشم بن المغيرة بن عبد الله بن عمر بن مخزوم بن يقظة بن مرة بن كعب بن لؤي بن غالب بن فهر بن مالك بن النضر وهو قريش بن كنانة بن خزيمة بن مدركة بن إلياس بن مضر بن نزار بن معد بن عدنان.
أبوها: هاشم بن المغيرة بن عبد الله بن عمر بن مخزوم بن يقظة بن كلاب بن مرة بن كعب بن لؤي بن غالب بن فهر بن مالك بن النضر وهو قريش بن كنانة بن خزيمة بن مدركة بن إلياس بن مضر بن نزار بن معد بن عدنان.

أمها: الشفاء بنت عبد بن قيس بن عدي بن سعيد بن سهم بن عمرو بن هصيص بن كعب بن لؤي بن غالب بن فهر بن مالك بن النضر بن كنانة بن خزيمة بن مدركة بن إلياس بن مضر بن نزار بن معد بن عدنان.
ذُكرت في بعض المراجع أنها ابنه لهشام بن المغيرة، ولكن نسبتها لهاشم هي الأصح. ويستشهد البعض في نسبه حنتمة لهشام بحادثة قتل عمر بن الخطاب لخاله العاص بن هشام. وكانت العرب تعد أقارب الأم أخوال ويستشهد ذلك في أن النبي محمد ﷺ كان يدعو سعد بن أبي وقاص خالي بالرغم من أنه ليس أخاً لأمه لكنه من بني زهرة الذين تنتمي لهم آمنة بنت وهب الزهرية القرشية أم النبي ﷺ فقد روي عن جابر بن عبد الله بن عمرو بن حرام قال:
| حنتمة بنت هاشم | أقبل سعد، فقال النبي ﷺ: هذا خالي فليرني امرؤ خاله. | حنتمة بنت هاشم |

يذكرها ابن الأثير فيقول: «حنتمة بنت هاشم بن المغيرة بن عبد الله بن عمر بن مخزوم وقيل حنتمة بنت هشام بن المغيرة فعلى هذا تكون أخت أبي جهل وعلى الأول تكون ابنة عمه قال أبو عمرو من قال ذلك يعنى بنت هشام فقد أخطأ ولو كانت كذلك لكانت أخت أبي جهل والحارث ابني هشام وليس كذلك وانما هي ابنة عمهما لان هشاما وهاشما ابني المغيرة اخوان فهاشم والد حنتمة وهشام والد الحارث وأبي جهل وكان يقال لهاشم جد عمر ذو الرمحين.»
وذكر ابن إِسحاق أَن الذي أَجار عمر بن الخطاب عند إعلان إسلامه هو العاص بن وائل السهمي أَبو عمرو بن العاص وإِنما قال عمر إِنه خاله لأَن حنتمة أَمَّ عمر هي بنت هاشم بن المغيرة، وأَمها الشفاء بنت عبد قيس بن عَدِيّ بن سعد بن سَهْم السهمية، فلهذا جعله خاله، وأَهل الأم كلهم أَخوال.
جاء في كتاب أنساب الأشراف للبلاذري قوله: «وأما هاشم بْن الْمُغِيرَةِ بْن عَبْد اللَّهِ بْن عُمَر بْن مخزوم،ويكنى أبا عبد مَنَاف فولد: حنتمة أم عُمَر بْن الْخَطَّابِ.»

## أسرتها
الزوج: الخطاب بن نفيل بن عبد العزى بن رباح بن عبد الله بن قرط بن رزاح بن عدي بن كعب بن لؤي بن غالب بن فهر بن مالك بن قريش بن كنانة.
الأبناء:
- عمر بن الخطاب.
- فاطمة بنت الخطاب، وقيل: رملة بنت الخطاب، وقيل: أم جميل بنت الخطاب، وقيل: أميمة بنت الخطاب.[14] وقيل أن اسمها فاطمة، ولقبها أميمة، وكنيتها أم جميل.[15]